# Le serve rivali
Le serve rivali és una òpera en tres actes composta per Tommaso Traetta sobre un llibret italià de Pietro Chiari. S'estrenà al Teatro San Moisè de Venècia la tardor de 1766.
A Catalunya, s'estrenà per la Pasqua de Resurrecció de 1768 al Teatre de la Santa Creu de Barcelona.